# Brycon insignis
Brycon insignis är en fiskart som beskrevs av Steindachner, 1877. Brycon insignis ingår i släktet Brycon och familjen Characidae. IUCN kategoriserar arten globalt som otillräckligt studerad. Inga underarter finns listade.